# 蕭孝先
蕭孝先（しょう こうせん、生没年不詳）は、遼（契丹）の外戚。字は延寧。小字は海里。欽哀蕭皇后の弟にあたる。

## 経歴
蕭陶瑰の子として生まれた。統和18年（1000年）、祗候郎君に補任された。聖宗の娘の南陽公主耶律崔八を妻に迎え、駙馬都尉に任じられた。
開泰5年（1016年）、国舅詳穏となった。兵を率いて東辺に築城した。帰還すると、南京統軍使となった。太平3年（1023年）、漢人行宮都部署となり、まもなく太子太傅の位を加えられた。太平5年（1025年）12月、上京留守に転じた。母の老年を理由にそば仕えを求めると、再び国舅詳穏となった。東京留守に転じた。太平9年（1029年）、大延琳の乱が起こると、捕らえられて監禁された。太平10年（1030年）、妹とともに地に穴を掘って逃亡した。乱が平定されると、再び上京留守となった。太平11年（1031年）、聖宗が病に倒れると、欽哀蕭皇后は孝先を召し出して禁衛の事を総べさせた。
聖宗が死去して興宗が即位すると、欽哀太后は仁徳蕭皇后や蕭浞卜・蕭匹敵らを殺害したが、孝先は欽哀太后の陰謀に協力するところ大であった。欽哀蕭皇后が摂政となると、孝先は天平軍節度使に遙任され、守司徒を加えられ、中書令を兼ねた。重熙元年（1032年）、楚王に封じられた。重熙2年（1033年）、枢密使となった。重熙3年（1034年）、欽哀太后が孝先とともに廃立を計画した。興宗がこれを察知すると、衛兵を率いて宮殿を出て孝先を召し出し、欽哀太后を廃位する内意を伝えた。孝先は体を震わせて答えることができなかった。欽哀太后は慶州に身柄を移され、孝先は鬱々として楽しまなかった。重熙4年（1035年）、晋王に徙封された。重熙6年（1037年）、南京留守となり、死去した。諡は忠粛といった。

## 伝記資料
- 『遼史』巻87 列伝第17